# NGC 4767
NGC 4767 (другие обозначения — ESO 323-36, MCG -6-28-23, DCL 362, PGC 43845) — эллиптическая галактика (E) в созвездии Центавра.
NGC 4767 удалена от Млечного Пути на 48 Мпк, её звёздная масса составляет 7,2⋅1010 M⊙. В 2018 году в галактике наблюдалась вспышка сверхновой типа Ia SN 2018xx.
Этот объект входит в число перечисленных в оригинальной редакции «Нового общего каталога».